# Турищева, Людмила Ивановна
Людми́ла Ива́новна Тури́щева (род. 7 октября 1952, Грозный) — советская гимнастка. Четырёхкратная олимпийская чемпионка, многократная чемпионка мира и Европы. Заслуженный мастер спорта СССР (1970). Президент Федерации гимнастики Украины (1991—2000).

## Биография
Людмила Турищева родилась 7 октября 1952 года в Грозном. Начала заниматься спортивной гимнастикой в возрасте 10 лет под руководством Кима Вассермана, который трижды приходил к её родителям домой, уговаривая их и саму Людмилу, чтобы способная девочка начала заниматься этим видом спорта. Уже тогда ему удалось разглядеть такие черты будущей чемпионки, как волевой характер, старательность, аккуратность в исполнении упражнений и упорство в отработке комбинаций.
В 1964 году Ким Вассерман передал свою группу девочек, в которой тренировалась Людмила Турищева, Владиславу Растороцкому (Растороцкий тренировал только девочек, а Вассерман оставил себе мальчиков).
Свою первую золотую олимпийскую награду Людмила выиграла в 16-летнем возрасте; это произошло на Олимпийских играх в Мехико 1968 года. В составе сборной СССР вместе с Зинаидой Ворониной, Натальей Кучинской, Ларисой Петрик, Ольгой Карасёвой и Любовью Бурдой Турищева добилась победы в командном первенстве. Впервые абсолютной чемпионкой мира Людмила стала в 1970 году в Любляне; в 1971 году прибавился титул абсолютной чемпионки Европы. Вскоре спортсменка переезжает из Грозного в Ростов-на-Дону, поступает в Ростовский педагогический институт, продолжая выступать на самом высоком уровне.
На XX Олимпийские игры в Мюнхене 1972 года спортсменка приехала лидером советской сборной и завоевала две золотые награды в командном и личном многоборье. В 1973 году вновь стала абсолютной чемпионкой Европы, год спустя — абсолютной чемпионкой мира.
В 1974 году закончила Ростовский пединститут.
На своей третьей Олимпиаде в Монреале а 1976 году Турищева, капитан советской гимнастической сборной, завоевала золото в командном первенстве, две серебряные награды за выполнение вольных упражнений и опорного прыжка и бронзовую награду в личном многоборье. Сразу после завершения Олимпийских игр она ушла из большого спорта, переквалифицировавшись в тренера. В общей сложности за свою спортивную карьеру Людмила Турищева получила 137 наград различного достоинства за победы в состязаниях.
Член КПСС с 1978 года. Полковник МВД Украины.
В 1986 году окончила аспирантуру в  Государственном дважды орденоносном институте физической культуры имени П. Ф. Лесгафта (кафедра теории и методики гимнастики). В этом же году защитила диссертацию «Компоненты исполнительского мастерства гимнасток и методы их оценки» на соискание учёной степени кандидата педагогических наук.
В 1980—1992 годах работала членом женского технического комитета Международной федерации гимнастики; с 1991 по 2000 год была президентом Федерации гимнастики Украины.
В 1998 году Людмила Турищева была включена в Международный зал славы гимнастики, расположенный в американском городе Оклахома-Сити.
В 1975 году во время соревнований в Лондоне на Кубок мира Турищева выполняла упражнения на разновысоких брусьях. Когда упражнение приближалось к концу, она почувствовала, что конструкция снаряда не держится, но довела упражнение до конца, и сразу же после соскока конструкция брусьев за её спиной развалилась. Позднее спортсменка вспоминала: 

«Я была готова к серьезной борьбе и меня ничего не могло напугать, даже падение брусьев. Хотя видеозапись, просмотренная вечером после финала соревнований, ужаснула... Что такое брусья? Две жердочки и станины, растянутые на четыре троса с каждой стороны. И если один, как в моем случае, соскакивает (там крючок в полу разогнулся) — вся конструкция рушится. Трос отскочил, и конструкция подо мной зашевелилась. В конце упражнения, когда выполнить осталось несколько элементов, чувствую: что-то с брусьями происходит неладное. "Что же делать?" — мелькнула мысль. Но в голове заложена программа — ты работаешь, как автомат, и понимаешь: нужно все довести до конца и соскочить с брусьев. Слава Богу, я это сделать успела. Исполнила оборот на нижней жерди, усилием мышц живота оттолкнулась от брусьев и сделала так называемый срыв. Выполняя этот элемент, я, наверное, отбросила брусья назад, а сама вылетела слегка вперед. При этом, поскольку натяжение было уже недостаточным, не смогла выполнить запланированный поворот на 360 градусов, просто сделала, как мы говорим, прямой соскок... Конечно, зал ахнул. Я почувствовала, что брусья падают, но даже не оглянулась - у меня же впереди оценка! Я не вправе была подвести ни себя, ни Советский Союз...»
 Турищева поприветствовала судей и зрителей и ушла с помоста, не оглянувшись на рухнувшие брусья.

## Семья
Муж (с 1977 года) — Валерий Филиппович Борзов (род. 1949), выдающийся советский легкоатлет. После свадьбы переехали в Киев.
- Дочь — Татьяна Валерьевна Борзова (род. 1978), в детстве занималась гимнастикой, затем легкой атлетикой, к 11 годам выполнила норматив кандидата в мастера спорта по бегу. Выступала в спринтерских забегах на соревнованиях. Закончила Университет дизайна, где получила специальность модельера одежды. Живёт с мужем Денисом и детьми в канадском городе Торонто. Муж бывший пловец, владеет теннисным клубом.
  - Внуки — Егор, Тимофей и Илья (родились в Канаде).

## Награды
- 1972 — Орден Трудового Красного Знамени
- 1976 — Орден Ленина
- Почётный знак ВЛКСМ
- 1978 — Олимпийский Орден, Бронзовый знак
- Орден княгини Ольги III-й степени (16.01.2009)[7]

### Видео
- Фрагмент документального фильма-биографии, посвященного Ольге Корбут, с видеозаписью обрушения стойки во время выступления Турищевой, а также с комментариями о ней как спортсменке. (англ.)
- Документальный фильм «Большая гимнастика» (1975), посвящённый Людмиле Турищевой
- Документальный фильм «Мгновения и годы» (1974)